# 1833 au Bas-Canada
Cet article traite des événements survenus en 1833 au Bas-Canada. 

## Événements

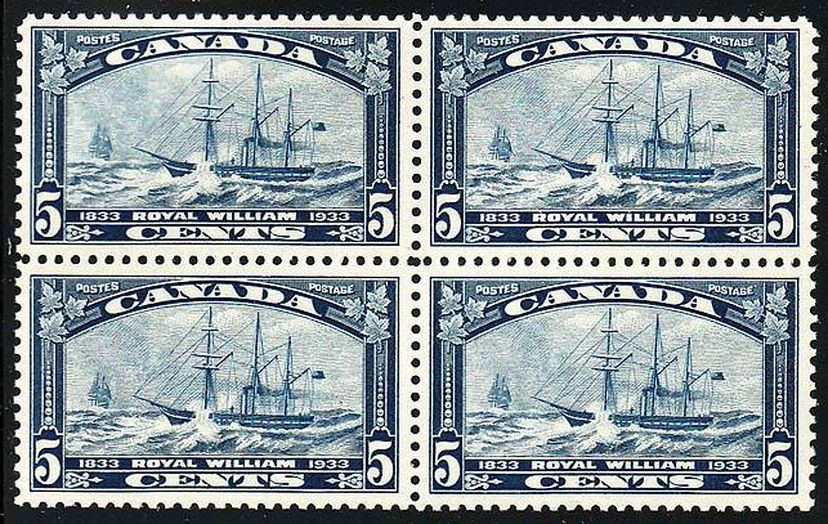
Bateau à vapeur Royal William représenté sur un timbre 100 ans plus tard

- 16 février : Joseph Signay devient archevêque de Québec.
- 3 juin : la Corporation de la cité de Montréal voit le jour, et son premier maire est Jacques Viger (1787-1858).
- 19 septembre : émeute militaire à Montréal.
- Elzéar Bédard devient le premier maire de la ville de Québec.
- Le bateau à vapeur "SS Royal William" est le premier du genre canadien à traverser l'Atlantique[1].

## Naissances
- 7 juillet : Élie-Hercule Bisson, notaire et homme politique. (décés 28 mai 1907 au Québec)
- 24 novembre : François-Xavier-Antoine Labelle, prêtre et colonisateur.

## Décès
- 14 février : Bernard-Claude Panet, archevêque de Québec.
- 14 avril : Joseph-Isidore Bédard, politicien.
- 7 juillet : Elie-Hercule Bisson (notaire et homme politique) (décès 28 mai 1907)